# Bruchidius brignolii
Bruchidius brignolii là một loài bọ cánh cứng trong họ Bruchidae. Loài này được Zampetti miêu tả khoa học năm 1979.